# Парфентий Кулебякин
Парфентий Терентевич Кулебякин (на руски: Парфентий Терентьевич Кулебякин) е руски офицер, полковник. Участник в Руско-турската война (1877-1878).

## Биография
Парфентий Кулебякин е роден на 7 февруари 1836 г. в станица Чеврленна, Терска губерния в семейството на православен терски казак старообредец. Ориентира се към военното поприще. Постъпва на служба в Гребенския казашки полк през 1854 г.
Участва в Кавказката война. В бойни действия в Чечня и Дагестан се храбро и е награден с войнишкия Георгиевски кръст „За храброст“ IV, III и II ст. Повишен е във военно звание урядник с назначение в конвоя на главнокомандващия на Кавказката армия (1860). Повишен е последователно във военно звание хорунжий и сотник (1863, 1864).
Постъпва с военно звание корнет в лейбгвардейския Терски казашки ескадрон, който е в състава на личната охрана на император Александър II - Собствения на Негово Императорско Величество конвой (1865). Повишен е последователно във военно звание поручик и щабротмистър (1868, 1872). Назначен е за адютант на конвоя и за командир на ескадрона (1870, 1876).
Участва в Руско-турската война (1877-1878). Лейбгвардейският Терски казашки ескадрон е временно командирован в състава на сборния отряд с командир генерал-майор Александър Имеретински. Участва в храбра кавалерийска атака при овладяването на Ловеч на 22 август 1877 г.. Награден е със Златно оръжие „За храброст“, орден „Свети Георги“ IV ст. и е повишен във военно звание щабскапитан (1877).
Парфентий Кулебякин е автор на бойната песен на Терския ескадрон „С богом, терци“. На 13 март 1881 г. е ранен в атентата организиран от Народна воля в Санкт Петербург, довел до смъртта на император Александър II. Излиза в оставка с военно звание полковник.
Парфентий Кулебякин умира в град Владикавказ на 26 юли 1906 г. и е погребан е в Петропавловската лавра.
Неговия син Александър Кулебякин също служи в Терския ескадрон. Достига до звание генерал-лейтенант. Едновременно е поет и преводач на арменска, грузинска и персийска поезия.